# Marynieckie
Marynieckie – część wsi Lipnik w Polsce, położona w województwie świętokrzyskim, w powiecie pińczowskim, w gminie Kije.
W latach 1975–1998 Marynieckie należało administracyjnie do województwa kieleckiego.